# 北里奇鎮區 (安德森縣)
北里奇鎮區（英語：North Rich Township）為位在美國堪薩斯州安德森縣的鎮區。2010年美国人口普查中該鎮區人口有107人。

## 地理
北里奇鎮區涵蓋面積62.0平方（23.9平方英里），境內無城鎮設立。

## 人口統計
根據2010年美國人口普查，北里奇鎮區人口有107人，人口密度為1.73人/平方公里。種族組成方面，96.26%為白人；1.87%為非裔美洲人；0.93%為美洲原住民；0%為亞洲人；0%為太平洋島民；0%為來自其他種族；另外有0.93%來自兩個或以上的種族。而西班牙裔美國人或拉丁美洲人等其他族裔佔該鎮區人口的0%。

## 外部連結
- US-Counties.com
- City-Data.com（页面存档备份，存于）